# Fosa común de Oviedo

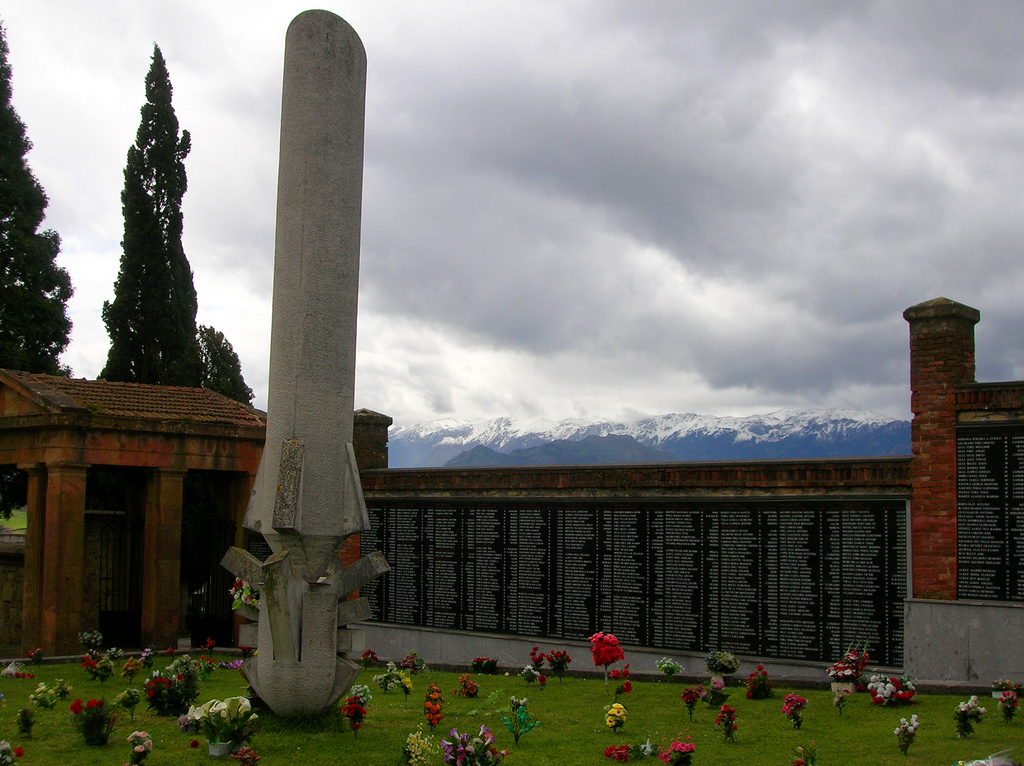
Monumento en la fosa común de Oviedo

La fosa común de Oviedo se encuentra en la ciudad asturiana de Oviedo y allí reposan 1.316 personas asesinadas durante la represión en la zona franquista, en la guerra civil española.

## Características
La fosa común tiene 21 metros de largo por 12 de ancho, y profundidad desconocida, pero por el número de los allí enterrados, debe ser profunda. Muchos fueron transportados con vida al exterior del cementerio, y asesinados allí mismo, en un emplazamiento mirando a la sierra del Aramo. Los que no morían en el mismo fusilamiento eran enterrados moribundos, sin tiro de gracia, cubiertos de cal viva y a menudo quedando al aire miembros que eran comidos por los perros y los cuervos. Los gritos de dolor de los desgraciados que aún no habían muerto podían ser escuchados por quienes vivían en las cercanías.
Otros habían sido secuestrados, paseados y ejecutados en otros lugares, transportados sus cadáveres en camiones, dejando restos de su sangre por las calles de Oviedo, y llevados a la fosa para cerrar episodios oscuros y a menudo anónimos. Y lo que está claro es que no todas las víctimas de la represión fascista en Oviedo están en la fosa: muchos fueron los que desaparecieron y murieron de forma extraoficial, siendo "paseados" y asesinados tanto por civiles como por militares, sin dejar constancia escrita y con flagrante impunidad y complicidad de las autoridades, ya terminada la guerra. 
No todos los combatientes republicanos "oficialmente" asesinados fueron a parar a la fosa, ya que a los que confesaban y comulgaban antes de su ejecución se les adjudicaba un nicho en el cementerio católico.

## Los familiares
Desde el momento en que la fosa comenzó a acoger cuerpos, se convirtió la honra a los muertos de izquierdas en algo clandestino. Incluso las flores debían ser arrojadas desde el exterior, al estar siempre cerrada la puerta del cementerio civil. Viudas que tenían allí enterrados al marido, a los hijos o a todos ellos, eran repelidas violentamente por la Guardia Civil. 
Solo en 1967, los familiares de los allí enterrados solicitaron valientemente la construcción de un cerco de piedra como el que hoy delimita la fosa, obteniendo la negativa por parte del Gobierno Civil.

## El monumento
Ya en democracia, en vísperas del día de la República de 1986, se inauguró el monumento que actualmente domina el espacio de la fosa: un monumento dedicado a los Defensores de la República y del Frente Popular en Asturias.